# Kościół św. Franciszka z Asyżu w Blachowni
Kościół św. Franciszka z Asyżu w Blachowni – rzymskokatolicki kościół parafialny parafii św. Franciszka z Asyżu w Blachowni.

## Historia
Kościół parafialny został wybudowany w latach 1986-2000. Pierwsza Msza Święta odbyła się 4 października 1992 r. Świątynia została poświęcona w dniu 25 kwietnia 1993 r. przez arcybiskupa częstochowskiego Stanisława Nowaka oraz biskupa żytomierskiego Jana Purwińskiego. Konsekracja została dokonana 4 października 2000 r. przez arcybiskupa Stanisława Nowaka.